# Donna Williams
Donna Williams   (Melbourne, 12 d'octubre de 1963 - Ringwood East, 22 d'abril de 2017) va ser una escriptora, artista, cantautora, guionista i escultora australiana.
El 1965, als dos anys, Williams va ser avaluada com a «psicòtica». Durant la resta de la seva infància, li van examinar diverses vegades de sordesa i va ser etiquetada com a «pertorbada». El 1991 se li va diagnosticar autisme i també va ser tractada per tractaments intestinals, del sistema immunitari i de trastorn de processament sensorial.
Va escriure quatre autobiografies: Nobody Nowhere: The Extraordinary Autobiography of a Autistic Girl (Ningú enlloc: l'autobiografia extraordinària d'una noia autista, 1992), Somebody Somewhere: Breaking Free from the World of Autism (Algú en algun lloc: alliberament del món de l'autisme, 1994), Like Color to the Blind: Soul Searching and Soul Finding (Igual que el color per als invidents: Cercant ànimes i trobant ànimes, 1996) i Everyday Heaven: Journeys Beyond the Stereotypes of Autism (Tots els dies al cel: Viatges més enllà dels estereotips de l'autisme, 2004), i va llançar dos àlbums, Nobody Nowhere i Mutation. A mitjan de la dècada del 1990, va ser objecte de diversos documentals de televisió. Williams va escriure llibres de text sobre l'espectre de l'autisme i va ser una professora qualificada, conferenciant pública internacional i consultora d'autisme.
El 9 de desembre de 2000 es va casar amb el seu segon marit, Chris Samuel. La parella va residir a Melbourne des del 2002.
Williams va morir de càncer el 22 d'abril de 2017.

## Joventut i educació
Donna Leanne Williams (nascuda Donna Keene) va néixer el 12 d'octubre de 1963. Va créixer a Melbourne amb un germà gran, James, i un germà petit, Tom Williams (l'artista de carrer «Duel»; nascut el 1969).
Segons Williams, els seus primers records incloïen «fregar-se furiosament els ulls per perdre's en taques brillants de color esponjós, que trobava un refugi calmant contra la intrusiva xerrameca del món humà que l'envoltava». El seu pare, Ellis John Keene, era bipolar i distant, mentre que la seva mare era una alcohòlica que era abusada físicament i emocionalment. El 1965, a l'edat de dos anys, Williams va ser avaluada com una nadó psicòtica; posteriorment, al llarg de la seva infància, va ser examinada diverses vegades de sordesa i etiquetada com a «pertorbada». Als nou anys, havia desenvolupat dues personalitats alternatives: «Willie» (el seu «costat rebel, pertorbador i mal educat») i «Carol» (la «nena amable, educada i socialment acceptable»). Aquell any, també se li va diagnosticar diverses afeccions dietètiques, incloent «al·lèrgia a la llet, i intolerància al gluten, a la lactosa, i a l'àcid salicílic», i se li va aplicar un règim de multivitamínics i zinc. Als quinze anys, Williams va marxar de casa i va treballar en diverses feines, i va lluitar per mantenir-se a si mateixa. De vegades no tenia llar, passava de xicot a xicot mentre patia «crueltat i prostitució domèstica durant les seves relacions amb homes».
Amb l'ajut d'un treballador social psiquiàtric, Williams va acabar l'educació secundària i es va matricular en estudis terciaris. El 1982, Williams va començar a estudiar a la Universitat La Trobe i finalment es va llicenciar en Llicenciatura en Arts i una diplomatura en Educació el 1990.

## Autisme
El 1991, Williams va ser diagnosticada amb autisme per Lawrence Bartak, un especialista del Centre Mèdic Monash i professor titular de psicologia a l'associada Universitat de Monash. Bartak va recordar més tard que «[Williams] mostrava totes les característiques principals de l'autisme quan la vaig conèixer, inclosa una que no hauria sabut ... El fet que fos aparentment sociable i interactués amb la gent no volia dir que no tingués algun tipus de trastorn». Bartak va ajudar a Williams a «començar a construir ponts en lloc de parets entre mons». El juliol de 1996, el diari The Health Report de Radio National i el diari The Australian van emetre dubtes sobre l'estat de Williams. Tant Williams com Bartak van negar les afirmacions de «falsificació».
Al febrer del 2005, David Smukler, que va escriure a la revista Mental Retardation de l'Associació Americana sobre Discapacitats Intel·lectuals i del Desenvolupament (American Association on Intellectual and Developmental Disabilities, AAIDD), va assenyalar que a mitjans de la dècada del 1990 alguns escèptics tenien una comprensió mal definida de l'espectre autista: Donna Williams i Temple Grandin van començar a publicar relats en primera persona que descrivien les seves vides com persones autistes que viuen en un món no-autista sovint inhòspit. Molts lectors d'aquests primers relats es van qüestionar si els autors eren realment autistes o no, i que l'autisme és tan incapacitant que Williams o Grandin no podien ser autistes per escriure amb tanta perspicàcia i sensibilitat. Quan van aparèixer els seus llibres, els escriptors autistes es van caracteritzar com a «fraus» o «excepcions». Smukler va concloure: «Avui en dia, les credencials de Williams i Grandin poques vegades es posen en dubte. En lloc de ser dubtades, és més probable que se les feliciti per oferir-nos una visió de dins a fora de l'autisme».

## Carrera professional
El 1992, Williams es va convertir en professora qualificada.
Posteriorment, es va convertir en conferenciant públic internacional i consultora sobre l'autisme.
El 2002, es va unir a la revisió del Consell d'Investigacions Mèdiques del Regne Unit sobre les causes de l'autisme.

## Vida personal
Williams era la germana gran de l'artista de grafits i murals «Duel» (Tom Williams, nascut el 1969).
El 1993, Williams es va casar amb Ian. Es van divorciar al cap de dos anys. La seva relació es descriu en el seus llibres autobiogràfics Somebody Somewhere: Breaking Free from the World of Autism i Like Color to the Blind: Soul Searching and Soul Finding; i va aparèixer en documentals de televisió amb a ella. El 9 de desembre de 2000, mentre vivia a Anglaterra, Williams es va casar amb Chris Samuel. El 2002, la parella es va mudar a la seva Austràlia natal. Williams i Samuel van crear el lloc web auties.org per a persones de l'espectre autista que busquen treballar per compte propi. Williams va escriure sobre ell al seu llibre Everyday Heaven: Journeys Beyond the Stereotypes of Autism.

### Càncer de mama
Williams tenia molts antecedents familiars amb càncer. El 2011 li van diagnosticar càncer de mama. El càncer, que era terminal, es va fer metàstasi i es va estendre pel fetge. Va escollir passar els darrers dies amb cures pal·liatives. Va instar el seu primer ministre a aprovar la legislació Dying with Dignity (Morir amb dignitat).

## Obra

### Llibres
El 1992, Williams va publicar el seu primer llibre, un relat autobiogràfic titulat Nobody Nowhere: The Extraordinary Autobiography of a Autistic Girl (Ningú enlloc: l'autobiografia extraordinària d'una noia autista), (Doubleday, Londres). Va ser un best-seller internacional que va incloure quinze setmanes a la llista de best-sellers de The New York Times per a no-ficció per a adults el 1993. Va quedar a la llista dels Premis literaris de Nova Gal·les del Sud en la categoria de no-ficció el 1992. Segons Kirkus Reviews, el llibre permetia a les persones associades amb individus autistes «entendre més clarament el que veuen aquells ulls morts que no responen». Mentre, Daniel Goleman, del The New York Times, va descriure el llibre de Williams com «originalment l'escrivia com una sèrie de notes per a ella mateixa, per ajudar-la a donar sentit al seu propi món caòtic. Va planejar cremar el seu diari fins que un terapeuta la va ajudar a veure el valor de compartir-lo».
La seva segona autobiografia, Somebody Somewhere: Breaking Free from the World of Autism (Algú en algun lloc: alliberament del món de l'autisme), va aparèixer el 1994. Marguerite Mroz, del Library Journal, va assenyalar que Williams descriu la publicació del primer llibre, incloent «és un creixement extraordinari i dolorós a mesura que completa la seva formació, continua el tractament psiquiàtric, experimenta la publicitat no desitjada provocada per la publicació de Nobody Nowhere». Kirkus Review va trobar que Williams s'havia tornat «més emocionalment vulnerable que mai, desprotegida pels sorolls ritualistes i els moviments propis de l'autisme i decidida a no recórrer als falsos jo que l'ajudaven a funcionar al món exterior d'ella».
Les darreres obres autobiogràfiques inclouen Like Color to the Blind: Soul Searching and Soul Finding (Igual que el color per als invidents: Cercant ànimes i trobant ànimes, 1996) i Everyday Heaven: Journeys Beyond the Stereotypes of Autism (Tots els dies al cel: Viatges més enllà dels estereotips de l'autisme, 2004). Emily Golson, a l'entrada de «Williams» a l'Encyclopedia of Women's Autobiography (2005) afegeix que «la seva escriptura reflecteix les revoltes dels seus processos de pensament: desconeguts, de vegades divergents, sovint plens d'imatges que transmeten una barreja de colors, sons i actituds».
Williams va escriure diversos llibres de no-ficció sobre les condicions intel·lectuals i de desenvolupament, especialment sobre l'espectre autista: Autism. An Inside-out Approach: An Innovative Look at the Mechanics of Autism and Its Developmental Cousins (Autisme. Un enfocament intern: una mirada innovadora sobre la mecànica de l'autisme i els seus cosins de desenvolupament, 1996), Autism and Sensing: The Unlost Instinct (Autisme i detecció: l'instint perdut, 1998), Exposure Anxiety. The Invisible Cage: An Exploration of Self-Protection Responses in the Autism Spectrum (Ansietat per exposició. La gàbia invisible: una exploració de les respostes d'autoprotecció dins de l'espectre autista, 2002), i The Jumbled Jigsaw: An Insider's Approach to the Treatment of Autistic Spectrum "Fruit Salads" (El trencaclosques esborrat: Una aproximació privilegiada al tractament de les «amanides de fruites» de l'espectre autista, 2006).
La seva primera col·lecció de poesia i prosa, Not Just Anything: A Collection of Thoughts on Paper (No només qualsevol cosa: una col·lecció de pensaments sobre paper, 2004), va ser publicada per Jessica Kingsley Publishers. Una segona col·lecció, Weirdos Like Me (Estranys com jo), va aparèixer el setembre del 2009.

### Documentals de televisió
Williams va ser objecte de diversos documentals de televisió. My Experience with Autism, Emotion and Behavior (La meva experiència amb l'autisme, les emocions i el comportament, 1993).
Una entrevista en Cara a cara amb Connie Chung es va emetre als Estats Units d'Amèrica. Beth Fouse i Maria Wheeler van descriue l'entrevista de Williams i el seu mode de comunicació al seu llibre, A Treasure Chest of Behavioral Strategies for Individuals with Autism (Un cofre del tresor d'estratègies conductuals per a persones amb autisme, 1997): «Williams tenia dificultats per processar la informació entrant. Necessitava escoltar o mirar. No podia utilitzar canals visuals i auditius al mateix temps».
A Jam Jar (1995), de Fresh Film en associació amb la BBC Four, que es va emetre al Regne Unit, Williams va proporcionar al seu públic una major comprensió de l'autisme. El documental va proporcionar a Joe Geraci el «provocatiu argument de Williams sobre els acadèmics que arribaven a una mena de comprensió de l'autisme», on va descriure el món «dins-fora»: «[un autista] té el seu propi sistema i no és una versió infantil [del sistema de la persona no-autista]; no han après el seu sistema».
Yokosho Watashi No Sekai E «Jiheisho» Donna Williams (1995), va ser transmès per NHK TV al Japó.
Krankheit als Schicksal (La malaltia com a destí), va ser filmat el 1995 per la televisió Spiegel d'Hamburg, i es va emetre el 25 de gener de 1997 a Alemanya sota el títol Dann Verstehe Ich Auch Nur Bla, Bla, Bla (Llavors només entenc Bla, Bla, Bla).
Al setembre de 2010, Orlai Produkciós Iroda, d'Hongria, va produir el monodrama Nemsenkilény, monológ nemmindegyembereknek (No-humà, monòleg a totes les persones) presentat per Börcsök Enikő, a partir d'un llibre de l'escriptora autista Henriett Seth F. que va aparèixer als cinemes i a la televisió. El guió conté cites de Nobody Nowhere i dels llibres Don't want to Be Inside Me Anymore (No volen estar dins de mi) de Birger Sellin i El curiós incident del gos a mitjanit de Mark Haddon.

### Música i art
L'àlbum debut de Williams, titulat Nobody Nowhere després de la seva primera autobiografia, es va publicar el 2000; és una col·laboració amb Paul Farrer. Dos temes, «Sometimes» (De vegades) i «Beyond the When» (Més enllà del quan), apareixen a la sèrie de televisió 君が教えてくれたこと (El que em vas ensenyar) del 2000 de la TBS Television. La sèrie de 12 episoris segueix la vida d'una dona autista que desenvolupa les seves habilitats d'interacció humana.
Al juliol de 2005, va fer una continuació de Nobody Nowhere amb un segon àlbum titulat Mutation, una col·laboració amb Akash, un compositor, productor i arranjador australià. Ambdós àlbums inclouen música i lletres de Williams, amb Mutation que incloïa poesia de paraules parlades a més de música.
Williams va ser una pintora autodidacta, que va començar a l'edat adulta. També va ser escultora i va completar escultures de mida real.